# Protaetia golestanica
Protaetia golestanica är en skalbaggsart som beskrevs av Alexis och Delpont 2001. Protaetia golestanica ingår i släktet Protaetia och familjen Cetoniidae. Inga underarter finns listade i Catalogue of Life.